# المجموعة الدولية للمشاريع القابضة
المجموعة الدولية للمشاريع القابضة هي شركة مساهمة كويتية تأسست في يونيو عام 2003 ويبلغ رأس مالها الحالى 30,000,000 دينار كويتي ، وتساهم المجموعة الدولية للمشاريع القابضة في عدد من الشركات، وتبلغ أصول الشركة 1,500,000,000 دولار أمريكى ، حيث تساهم بنسبة %40 في شركة منا القابضة ، وبنسبة %5 في شركة دار السلام للمشروعات الزراعية والعقارية، و%53.5 في الكويتية المصرية للإستثمار العقاري و%70 في الكويتية المصرية للتنمية العقارية، ونسبة %25 في المصرية الكويتية لاستصلاح الإراضي والثروة السمكية، ونسبة %15 في إيمز الدولية لتصنيع السيارات.

## الأغراض
- تملك أسهم شركات مساهمة كويتية أو أجنبية وكذالك تملك أسهم أو حصص في شركات ذات مسئولية محدودة كويتية أوأجنبية أو الاشتراك في تأسيس هذه الشركات بنوعيها وإداراتها وإقراضها وكفالتها لدى الغير.
- إقراض الشركات التي تملك فيها أسهما وكفالتها لدى الغير وفي هذه الحالة يتعين ألا تقل نسبة مشاركة الشركة القابضة في رأس مال الشركة المقترضة عن 20% على الأقل.
- تملك حقوق الملكية الصناعية من براءات أختراع أو علامات تجارية صناعية أو رسوم صناعية أو أية حقوق أخرى تتعلق بذالك وتأجيرها لشركات أخرى لإستغلالها سواء في داخل الكويت أو خارجها.
- تملك المنقولات والعقارات اللازمة لمباشرة نشاطها في الحدود المسموح بها وفقا للقانون.
- إستغلال الفوائض المالية المتوفرة لدى الشركة عن طريق استثمارها في محافظ مالية تدار من قبل شركات وجهات متخصصة.

## الشركات التابعة
يندرج تحت المجموعة الدولية للمشاريع القابضة العديد من الشركات وهى:
- مجموعة الدائرة الأولى للتجارة العامة والمقاولات (ذ.م.م).
- المجموعة الدولية للخدمات البترولية (ش.م.ك مقفلة).
- منا للاستثمار (ش.م.ك مقفلة).
- المجموعة الدولية عبر القارات للنقل (ش.م.ك مقفلة).
- الخليجية العالمية لتأهيل وتدوير البلاستيك والكرتون (ش.م.ك مقفلة)
- إيجيبت جلف للتنمية والإستثمار (ش.م.م).
- المصرية لاستصلاح الإراضى والثروة السمكية (ش.م.م).
- منا القابضة للإستثمارت المالية (ش.م.م).
- منا القابضة والتي يندرج تحتها الشركات التالية:

1. المجموعة الدولية للتخزين (ش.م.ك مقفلة).
2. المجموعة الدولية للمشاريع الصناعية (ش.م.ك مقفلة).
3. منا للتجارة وصناعة الحديد (ش.م.ك مقفلة).
4. منا للرياضة والترفية (ش.م.ك مقفلة).
5. المدن الجديدة للتجارة العامة والمقاولات (ذ.م.م).
6. عوازل الخليجية (ذ.م.م).
7. مجموعة المدن الانشائية للتجارة العامة والمقاولات (ذ.م.م).
8. المجموعة الدولية للمشاريع العقارية (ش.م.ك).
9. دار السلام للمشروعات الزراعية والعقارية (ش.م.م)
10. الكويتية المصرية للإستثمار العقارى (ش.م.م).
11. مداخل الخير لتجارة العامة والمقاولات (ذ.م.م).
12. الشاهد العقارية (ش.م.ك).

## الشركات الزميلة
- منا الدولية العقارية (ش.م.ك مقفلة).
- منا للمنتجعات والفنادق (ش.م.ك مقفلة).
- دار المعارف للخدمات التعليمية (ش.م.ك مقفلة).

## الجوائز
عام 2016 حصلت شركة المجموعة الدولية للمشاريع القابضة على جائزة أكتر الشركات تأثيراً في المنطقة في قائمة مجلة فوربس - الشرق الأوسط لإقوى 500 شركة في الوطن العربى.

## أعضاء مجلس الإدارة
أعضاء مجلس إدارة الشركة كما في نوفمبر 2015
- سليمان محمد يوسف كرم رئيس مجلس إدارة.
- الشيخ مشعل مالك عبد العزيز الصباح نائب رئيس مجلس الإدارة.
- عدنان عبد العزيز سعد العويش عضو مجلس إدارة.
- خالد إسماعيل على بوقماز عضو مجلس إدارة.
- فاضل رضا محمد على عضو مجلس إدارة.